# Oupoyo
Oupoyo este o comună din regiunea Soubré, Coasta de Fildeș.